# VTV Cup 2004
Giải bóng chuyền nữ quốc tế VTV Cup 2004 là giải đấu lần đầu tiên với sự phối hợp tổ chức của Liên đoàn bóng chuyền Việt Nam và Đài truyền hình Việt Nam. Giải đấu được tổ chức tại nhà thi đấu Trần Quốc Toản tỉnh Nam Định. Giải đấu được sự tài trợ của nước uống Vital và bóng thi đấu Regu Star.

## Các đội tham dự
- Việt Nam
- Rahat
- Úc
- Thái Lan
- Nam Kinh
- Hồng Hà Vân Nam

## Thể thức thi đấu
6 đội thi đấu vòng tròn một lượt. Hai đội đừng đầu sẽ gặp lại nhau ở trận chung kết, các đội đừng thứ 3 và 4 sẽ gặp nhau ở trận tranh giải 3.

## Giai đoạn vòng bảng

#### Bảng đấu
| Đội             | St | T | B | Vt | Vb | Ts   | Điểm |
| --------------- | -- | - | - | -- | -- | ---- | ---- |
| Rahat           | 5  | 4 | 1 | 14 | 4  | 3,50 | 9    |
| Nam Kinh        | 5  | 4 | 1 | 13 | 5  | 2,60 | 9    |
| Hồng Hà Vân Nam | 5  | 3 | 2 | 10 | 11 | 0,91 | 8    |
| Việt Nam        | 5  | 3 | 2 | 8  | 11 | 0,73 | 8    |
| Thái Lan        | 5  | 2 | 3 | 6  | 9  | 0,66 | 7    |
| Úc              | 5  | 0 | 5 | 4  | 15 | 0,27 | 5    |

#### Kết quả
| Ngày | Thời gian |                 | Điểm |                 | Set 1 | Set 2 | Set 3 | Set 4 | Set 5 | Tổng    | Nguồn |
| ---- | --------- | --------------- | ---- | --------------- | ----- | ----- | ----- | ----- | ----- | ------- | ----- |
| 8/7  |           | Việt Nam        | 3–1  | Úc              | 25–17 | 25–16 | 21–25 | 25–23 |       | 96–96   |       |
| 8/7  |           | Thái Lan        | 0–3  | Rahat           | 23–25 | 18–25 | 16–25 |       |       | 57–75   |       |
| 8/7  |           | Nam Kinh        | 1–3  | Hồng Hà Vân Nam | 18–25 | 23–25 | 25–20 | 19–25 |       | 85–95   |       |
| 9/7  |           | Rahat           | 2–3  | Nam Kinh        | –     | –     | –     | –     | -     | –       |       |
| 9/7  |           | Việt Nam        | 2–3  | Hồng Hà Vân Nam | 19–25 | 18–25 | 25–21 | 27–25 | 11–15 | 100–111 |       |
| 9/7  |           | Thái Lan‘’’     | 3–0  | Úc              | 25–19 | 25–23 | 28–26 |       |       | 78–68   |       |
| 10/7 |           | Rahat           | 3–0  | Việt Nam        | 25–20 | 25–23 | 27–25 |       |       | 77–68   |       |
| 10/7 |           | Hồng Hà Vân Nam | 3–2  | Úc              | 25–23 | 25–18 | 21–25 | 21–25 | 15–5  | 107–96  |       |
| 10/7 |           | Nam Kinh        | 3–0  | Thái Lan        | 25–13 | 25–23 | 25–16 |       |       | 75–52   |       |
| 11/7 |           | Việt Nam        | 3–0  | Thái Lan        | 25–21 | 25–20 | 25–18 |       |       | 75–59   |       |
| 11/7 |           | Rahat           | 3–1  | Hồng Hà Vân Nam | –     | –     | –     | -     |       | –       |       |
| 11/7 |           | Nam Kinh        | 3–0  | Úc              | –     | –     | –     |       |       | –       |       |
| 12/7 |           | Việt Nam        | 0–3  | Nam Kinh        | 13–25 | 16–25 | 22–25 |       |       | 51–75   |       |
| 12/7 |           | Thái Lan        | 3–0  | Hồng Hà Vân Nam | 25–14 | 25–13 | 25–21 |       |       | 75–48   |       |
| 12/7 |           | Rahat           | 3–0  | Úc              | 25–16 | 25–23 | 25–21 |       |       | 75–60   |       |

## Vòng tranh thứ hạng

### Tranh hạng 3
| Ngày | Thời gian |          | Điểm |                 | Set 1 | Set 2 | Set 3 | Set 4 | Set 5 | Tổng  | Nguồn |
| ---- | --------- | -------- | ---- | --------------- | ----- | ----- | ----- | ----- | ----- | ----- | ----- |
| 15/7 |           | Việt Nam | 1–3  | Hồng Hà Vân Nam | 25–21 | 17–25 | 16–25 | 17–25 |       | 75–96 |       |

### Chung kết
| Ngày | Thời gian |          | Điểm |       | Set 1 | Set 2 | Set 3 | Set 4 | Set 5 | Tổng  | Nguồn |
| ---- | --------- | -------- | ---- | ----- | ----- | ----- | ----- | ----- | ----- | ----- | ----- |
| 15/7 |           | Nam Kinh | 3–0  | Rahat | 25–17 | 25–22 | 25–22 |       |       | 75–61 |       |

## Xếp hạng chung cuộc
| Xếp hạng | Đội bóng        |
| -------- | --------------- |
|          | Nam Kinh        |
|          | Rahat           |
|          | Hồng Hà Vân Nam |
| 4        | Việt Nam        |
| 5        | Thái Lan        |
| 6        | Úc              |

## Các giải thưởng cá nhân
- Vận động viên xuất sắc toàn diện:  Việt Nam Nguyễn Thị Ngọc Hoa
- Vận động viên tấn công xuất sắc nhất:  Nam Kinh Zhou-Yuan
- Vận động viên chắn bóng tốt nhất:  Việt Nam Nguyễn Thị Ngọc Hoa
- Vận động viên chuyền hai tốt nhất:  ? Bai Ruin Qui
- Vận động viên phát bóng tốt nhất:  Úc Tregenza Melanie
- Vận động viên phòng thủ tốt nhất:  Thái Lan Apinyapong
- Vận động viên bắt bước một tốt nhất:  Rahat Kananovich Iryna
- Hoa khôi VTV Cup 2004:  Việt Nam Phạm Thị Kim Huệ